# Mam'zelle vedette
Pour plus de détails, voir Fiche technique et Distribution.
Mam'zelle vedette (titre original : Rebecca of Sunnybrook Farm) est un film américain en noir et blanc réalisé par Allan Dwan, sorti en 1938, avec Shirley Temple.
Il s'agit de l'adaptation du roman Rebecca du ruisseau ensoleillé (Rebecca of Sunnybrook Farm) de Kate Douglas Wiggin (1903). Ce film est le remake de deux films précédents : 
- Petit Démon (1917)
- Rebecca of Sunnybrook Farm (1932)

## Synopsis
Rebecca Winstead (Shirley Temple) vit seule avec son beau-père. Celui-ci pour gagner de l'argent décide de lui faire passer une audition afin de devenir la « Little Miss America » pour la publicité à la radio d'une vente de céréales, Crakly Grain Flakes. À cause d'un employé, Orville Smithers (Jack Haley) Rebecca pense avoir perdu et part à la ferme de sa Tante Miranda (Helen Westley). Lorsque Orville se rend compte que Rebecca a été acceptée, il ne sait plus quoi faire ainsi que Tony Kent (Randolph Scott), employé également. Rebecca arrive à la ferme de sa tante qui a avec elle la cousine de Rebecca, Gwen (Gloria Stuart). 
Un jour après son arrivée, Rebecca va se promener dans la campagne et y rencontre Aloysius (Bill Robinson) qui est un aide à la ferme et elle chante avec lui la chanson An Old Straw Hat. Alors qu'elle veut rattraper un des cochons qui s'est échappé, Rebecca tombe sur Tony Kent qui ne la reconnaît pas. Le serviteur de Tony, Homer Busby (Slim Summerville), avait été amoureux de tante Miranda qui depuis ving-cinqans ne veut plus lui parler. Un jour, Shirley vient chez Kent sans que sa tante le sache car elle désapprouve l'idée d'aller là-bas. Gwen vient elle aussi et, alors que Kent raconte au Directeur que la fille qui avait bien chanté a disparu, il est très en colère. Tout en lui parlant, Kent reconnaît la voix de Rebecca qui chante dans son salon et Rebecca chante pour le Directeur dans le téléphone. Seule ombre au tableau, Tante Miranda n'accepte pas que Rebecca chante à la radio. Kent décide d'équiper sa maison d'un système radio afin de tourner l'émission sur place et, un soir, Rebecca fait semblant de dormir et s'enfuit à la maison de Kent. Elle chante deux chansons dont Come On Get Your Hapiness. Miranda découvre la supercherie et s'en va chez Kent pour reprendre Rebecca. Elle tombe peu à peu amoureuse de Homer qui cite quelques-uns de leurs souvenirs. Lola, une jolie femme est amoureuse de Kent. Orville quant à lui l'aime bien mais Lola ne s'intéresse pas à lui. Lola entre dans la pièce et parle à Tony chaleureusement. Gwen pense qu'il l'aime beaucoup et s'en va un peu triste. 
Le lendemain, le père de Rebecca, qui s'est remarié, décide de reprendre sa fille car il l'a entendu à la radio. Elle deviendra la petite Miss Univers d'une marque de savon. Rebecca s'en va très triste ainsi que sa tante qui pleure et que Gwen et Kent qui vont se marier. Le jour où elle doit chanter, Rebecca fait semblant d'avoir mal à la gorge et elle se fait renvoyer ainsi que ses beaux-parents. Gwen et Kent viennent la chercher et Rebecca passe le reste de sa vie à chanter. Elle chante The Toy Trumpet à la fin déguisée en soldat et on voit que Lola et Orville ainsi que Miranda et Homer sont ensemble. Après une série de claquettes avec Bill Robinson le film se termine.

## Fiche technique
- Titre : Mam'zelle vedette
- Titre original : Rebecca of Sunnybrook Farm
- Réalisation : Allan Dwan
- Scénario : Don Ettlinger et Karl Tunberg d'après le roman Rebecca du ruisseau ensoleillé (Rebecca of Sunnybrook Farm) de Kate Douglas Wiggin (1903)
- Production : Raymond Griffith et Darryl F. Zanuck
- Société de production : Twentieth Century Fox
- Direction musicale : Arthur Lange
- Musique : Raymond Scott
- Chorégraphie : Nick Castle
- Photographie : Arthur C. Miller
- Montage : Allen McNeil
- Costumes : Gwen Wakeling et Sam Benson
- Format : noir et blanc — 35 mm — 1.37:1 — son : mono (RCA High Fidelity Recording)
- Pays de production :  États-Unis
- Langue d'origine : anglais
- Genre : comédie dramatique, film musical
- Durée : 80 min
- Dates de sortie en salle : 
  - États-Unis : 18 mars 1938
  - France : 11 mai 1938
- Affiche : Constantin Belinsky (France)

## Distribution
- Shirley Temple : Rebecca Winstead
- Randolph Scott : Tony Kent
- Jack Haley : Orville Smithers
- Gloria Stuart : Gwen Warren
- Phyllis Brooks : Lola Lee
- Helen Westley : tante Miranda Wilkins
- Bill Robinson : Aloysius
- Raymond Scott : Raymond Scott Quintet
- J. Edward Bromberg : le docteur Hill
- Paul Harvey : Cyrus Bartlett
- Alan Dinehart : Purvis
- Clarence Wilson : Jake Singer

Acteurs non crédités
- Esther Howard : la mère
- Robert Lowery : domestique
- Emmett Vogan : directeur des programmes

## Musique
- An Old Straw Hat
- Come On Get Your Happiness